# TSV Marl-Hüls
TSV Marl-Hüls is een Duitse voetbalclub uit Marl.
De club werd in 1912 opgericht en had in 1954 haar grootste succes met het behalen van het Duits amateurvoetbalkampioenschap. Van 1960 tot 1963 speelde de club op het hoogste niveau in de Oberliga West. In 1972 verloor Marl-Hüls de finale om het Duits amateurvoetbalkampioenschap. Voordat de club naar het huidige Loekampstadion trok werd gespeeld in het 25.000 plaatsen tellende Jahnstadion. In 2012 promoveerde de club naar de Westfalenliga. Na drie seizoenen promoveerde de club verder naar de Oberliga. In 2017/18 trok de club zich uit het lopende seizoen terug uit de competitie. Het seizoen erop begonnen ze terug in de Westfalenliga.

## Erelijst
- Duits amateurvoetbalkampioenschap: 1954
  - finalist: 1972

## Bekende (oud-)spelers
- Heinz van Haaren